# Eoanthidium clypeare
Eoanthidium clypeare là một loài Hymenoptera trong họ Megachilidae. Loài này được Morawitz mô tả khoa học năm 1873.